# Анна Олесницька
Анна Олешницька (нар. 1420/1430, померла до 29 березня 1481) — княгиня мазовецька з династії П'ястів.

## Біографія
Анна була дочкою герцога Олешницького Конрада V та його дружини Маргарет.

У 1442 або 1443 роках була видана заміж за Владислава I, князя Мазовецького. Від цього шлюбу народилося двоє синів: Земовит VI і Владислав II.
Після смерті Владислава його округою керувало регентство від імені його неповнолітніх синів: матері князів Анни та єпископа Плоцького Павла Гіжицького . Для дружини князь залишив каштелян Сохачев як прикриття для вдови .
Вона померла 29 березня 1481 року.

## Виноски
1. ↑  O. Balzer, Genealogia Piastów, Kraków 1895, s. 516.
2. ↑  O. Balzer, Genealogia Piastów, Kraków 1895, s. 508.
3. ↑  Konrad V Kącki (Kantner) - POCZET.COM